# الخاندرو تولدو
الخاندرو سلستو تولدو مانریک (انگلیسی: Alejandro Celesto Toledo Manrique؛ زادهٔ ۲۸ مارس ۱۹۴۶) یک اقتصاددان و سیاستمدار اهل پرو است که بین سال‌های ۲۰۰۱ تا ۲۰۰۶ رئیس‌جمهور این کشور بوده است. وی بین سال‌های ۱۹۹۰ تا ۲۰۰۰ در دوران ریاست‌جمهوری آلبرتو فوجیموری، رهبری اپوزیسیون پرو را برعهده داشته است.